# Kapelle Jager

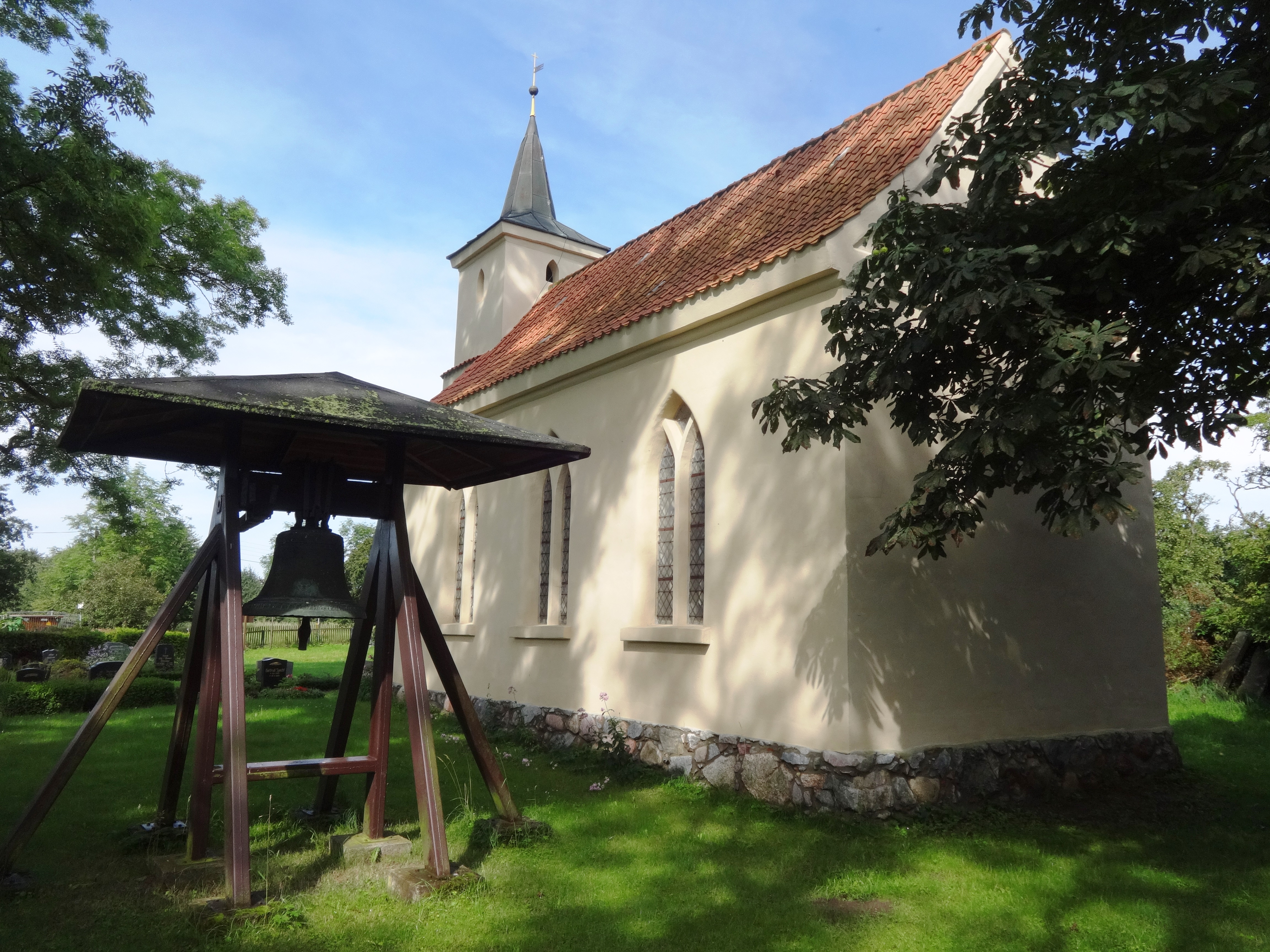
Kapelle Jager

Die evangelische Kapelle Jager ist ein Kirchenbau aus dem Jahr 1830 in Jager, einem Ortsteil der Gemeinde Sundhagen im Landkreis Vorpommern-Rügen. Sie gehört zur Evangelischen Kirchengemeinde Horst und Reinkenhagen in der Propstei Stralsund des Pommerschen Evangelischen Kirchenkreises der Evangelisch-Lutherischen Kirche in Norddeutschland.

## Lage
Von Norden kommend führt die Straße Jeeser in südwestlicher Richtung als Wendorf an der Gemarkung vorbei. Hier von zweigt die Straße Jager etwa in der Mitte des Ortsteils nach Südosten hin ab. Das Bauwerk steht nördlich dieser Abzweigung auf einer kleinen Anhöhe, die von unbehauenen und nicht lagig geschichteten Feldsteinen eingefriedet ist.

## Geschichte
Zu einer früheren Zeit bestand im Ort bereits eine Kapelle, die als geklehmter Fachwerkbau errichtet worden war. Sie erschien 1697 bei der Vermessung der Kirchenwiese anlässlich der Schwedischen Landesaufnahme von Vorpommern. Anfang des 19. Jahrhunderts war das Bauwerk jedoch marode und wurde 1830 durch einen Neubau ersetzt. 1988 führte die Kirchengemeinde eine umfassende Sanierung durch, die ein Jahr später durch einen neuen Glockenstuhl vorläufig beendet werden konnte. Die erneute Kirchweihe fand anlässlich eines Gottesdienstes durch Horst Gienke statt. 2016 sanierten Handwerker die Fassade.

## Baubeschreibung
Der Chor ist gerade und nicht eingezogen. Die gesamte Fläche ist – wie auch das restliche Bauwerk – sorgfältig verputzt und fußt auf einem umlaufenden, schmalen Sockel aus Feldsteinen. Diese sind nicht behauen oder geschichtet. Lediglich im Giebel gibt es eine kleine, bienenkorbförmige Öffnung.
Die beiden Seiten des Kirchenschiff sind symmetrisch gestaltet und haben an jeder Seite je drei spitzbogenförmige, große Fensteröffnungen, in die zwei gekuppelte, ebenfalls spitzbogenförmige Fenster eingelassen sind. Die Fensterbänke stehen deutlich aus der Fassade hervor. Am Übergang zur Dachtraufe ist ein umlaufendes, profiliertes Gesims. Darüber ist ein schlichtes Satteldach.
Der Westturm ist quadratisch und gegenüber dem Schiff eingezogen. Er kann durch ein segmentbogenförmiges Portal an der Westseite betreten werden. Darüber nimmt er das umlaufende Gesims aus dem Kirchenschiff auf, das oberhalb des Portals in eine spitzbogenförmige Blende übergeht. In Höhe des Dachfirsts des Kirchenschiffs verjüngt sich der Turm. Das obere Turmgeschoss ist ebenfalls quadratisch mit einer kleinen spitzbogenförmigen Klangarkade an jeder Seite. Der achtfach geknickte Turmhelm schließt mit einer Turmkugel und Kreuz ab.

## Ausstattung

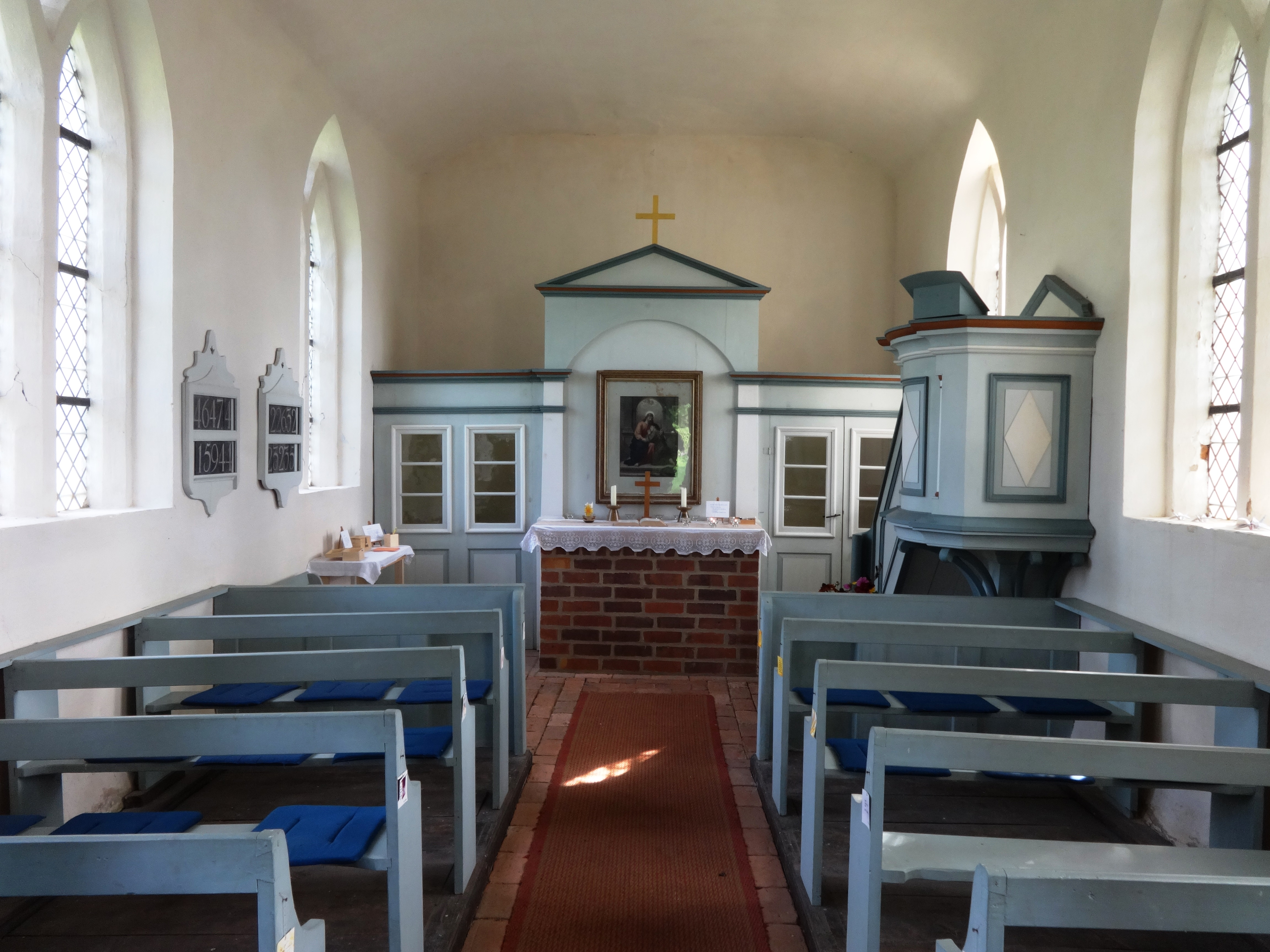
Blick von Westen ins Kirchenschiff

Die Kirchenausstattung stammt überwiegend aus der Bauzeit der Kirche. Der Altar ist schlicht und besteht aus rötlichen Mauersteinen. Dahinter ist eine hölzerne Altarschranke, die in hellen blau-weißen Farbtönen gehalten ist. Links und rechts ist je eine doppelflügelige Tür mit rechteckigen Fenstern, mittig ein Aufsatz, der einer Ädikula ähnelt. Im Hauptfeld ist Jesus Christus zu sehen, der Johannes im Arm hält (Christus-Johannes-Gruppe). Darüber ist ein Segmentbogen, der einen farblich abgesetzten Mittelrisalit stützt, der von einem Kreuz bekrönt wird.
An der südlichen Kirchenwand steht vor diesem Ensemble ein hölzerner Kanzelkorb, der auf einem quadratischen Fuß steht. Auch er ist in hellen, blau-weißen Tönen gehalten, wobei die Kassetten mit weißen Rauten verziert sind. Die blaue Farbgebung findet sich auch im Gestühl sowie in der Westempore wieder.
Südöstlich des Bauwerks steht ein freistehender Glockenstuhl mit einer Glocke, die Gottlieb Metzger im Jahr 1789 goss. Sie war ursprünglich für die Kirche Horst gedacht. Deren Geläut musste im Zuge einer Metallspende des deutschen Volkes abgegeben werden und ging verloren. Die Kirchengemeinde konnte diese kleine Glocke jedoch nach Jager retten.